# Ringeturnen

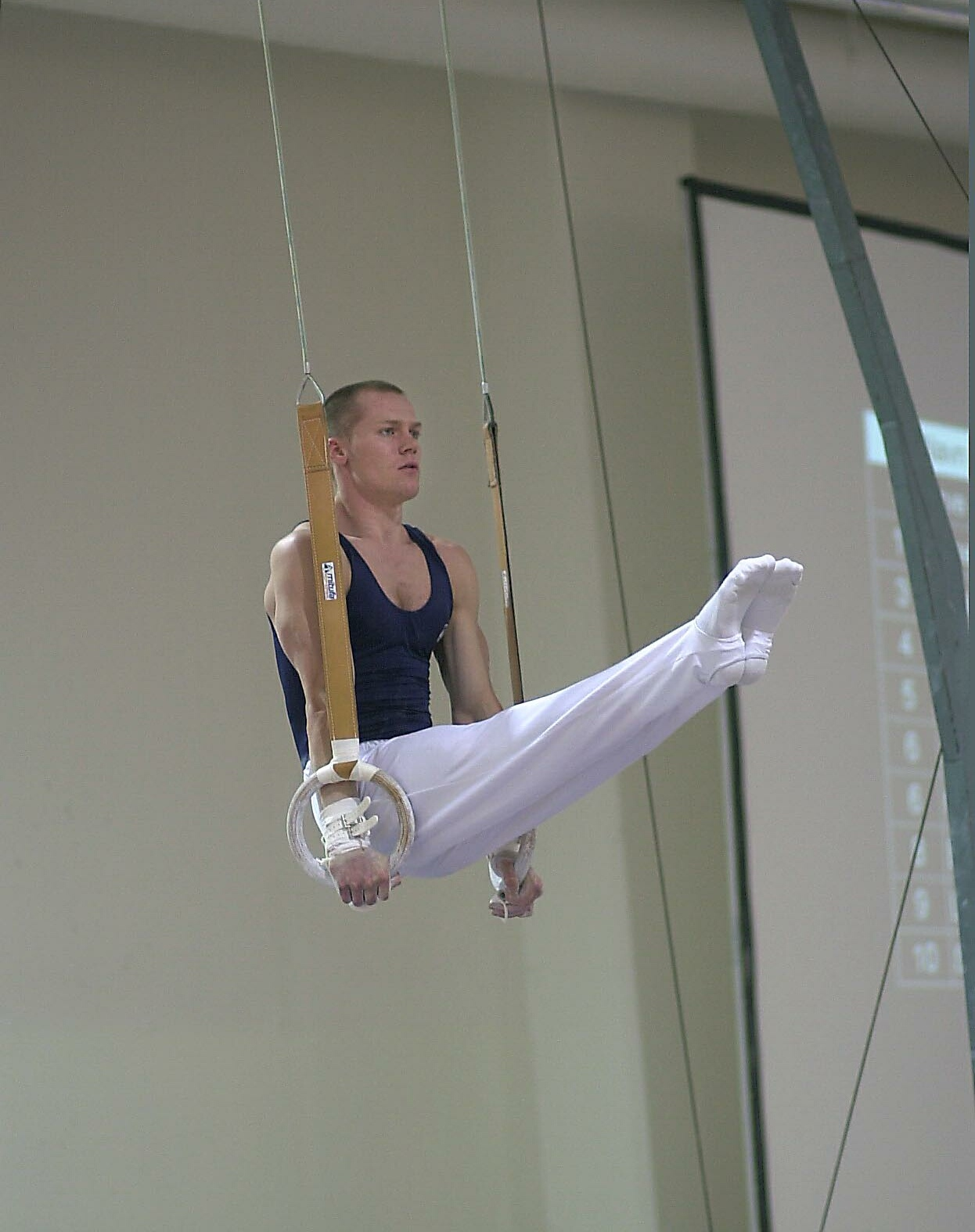
Turner an den Ringen

Das Ringturnen, Ringeturnen, Schaukelringen, Ringtraining oder auch der Ringsport ist eine der klassischen Disziplinen des Geräteturnens.

## Olympisches Ringeturnen
Die beiden Ringe hängen in einer Höhe von 260 cm (Landemattenoberkante ↔ Ringunterkante) bzw. 280 cm (Boden ↔ Ringunterkante) im Abstand von 50 cm an vertikalen Drahtseilen, die an einem 580 cm hohen Gerüst axial drehbar und gelenkig aufgehängt sind. Die Niedersprungmatten für die Landung beim Abgang sind 20 cm dick. Die Ringe haben einen Innendurchmesser von 18±0,1 cm und das Profil der Ringe einen Durchmesser von 2,8±0,1 cm.
Kraft ist das eigentliche Hauptelement bei der Bewältigung dieses Geräts. Die Übungen an den Ringen sollten vom Turner so zusammengestellt werden, dass ein ausgewogenes Verhältnis von Schwung- und Kraftelementen besteht. Zwei Handstände (je einer aus dem Vorschwung, einer aus dem Rückschwung) müssen mindestens enthalten sein.
Genügte es vor noch nicht allzu langer Zeit, zwei bis drei Kraftelemente (wie z. B. den Kreuzhang) mit guter Schwungtechnik abzuwechseln, werden heute oft mehrere Kraftelemente höchster Schwierigkeit direkt aneinandergereiht oder Schwungelemente sogar direkt in Krafthalten beendet. Daher können an den Ringen nur sehr kräftige Turner erfolgreich sein.
Zum Schutz vor Hautblasen und zum besseren Halt tragen die Turner an den Händen vielfach Turnriemchen.

## Schaukelringe
Eine vor allem in der Schweiz verbreitete Variation sind die Schaukelringe. Sie wurden von Adolf Spieß im Jahre 1842 entwickelt. Im Gegensatz zum olympischen Ringeturnen (auch Standringe genannt) wird an den Schaukelringen hin- und hergeschwungen. Die Schaukelbewegung wird mit aktivem Öffnen des Körpers im Sturzhang oder durch angeben mit den Beinen am Boden aufrechterhalten. Damit der Turner mit den Füßen optimal auf der Matte abstoßen kann, sind die Ringe in der Höhe verstellbar. Das Schwunggeben mit den Füßen erfolgt wie beim Laufen, wobei pro Schwung jeder Fuß nur einmal den Boden berühren darf. Die Schaukelringe sind im Vergleich zu den Standringen vor allem ein Schwunggerät – es gibt sehr wenige Teile, die mit Kraft geturnt werden. Wenn an den Schaukelringen optimal geturnt wird, ist jeder nachfolgende Schwung höher als der vorhergegangene. Die Schwunghöhe kann sogar über die Höhe der Aufhängung der Ringseile gehen.
Die Ringseile sind oft aus Hanf und etwa 2–3 cm dick. An einem Ende beider Seile ist jeweils einer der Ringe befestigt, am anderen Ende eine Kette mit etwa 30 Gliedern, mit der die Höhe des Rings justiert werden kann. Das passende Kettenglied wird über einen in der Mauer befestigten Stift gesteckt und mit einem Sicherungsstift oder -haken durch eine Querbohrung im Stift vor dem Herausrutschen gesichert. Die Ringe bestehen wie beim Ringeturnen aus Holz oder aus einem Metallring, welcher mit einem Elastomer überzogen ist. Die Ringe haben einen Durchmesser von etwa 30 cm und sind zirka 3 cm dick.